# Corpus (revue)
Pour les articles homonymes, voir Corpus (homonymie).
Corpus est une revue scientifique consacrée à la linguistique de corpus envisagée sous tous ses aspects : théoriques, épistémologiques, méthodologiques, quels que soient le champ disciplinaire et le domaine géolinguistique d’application.
Elle développe une réflexion sur le rôle des corpus dans les pratiques linguistiques contemporaines et une analyse réflexive sur les modes de constitution des différents corpus présentés, ainsi que sur leurs outils d’exploitation. Elle tente ainsi d’expliciter et d’évaluer les processus heuristiques qui unissent la collecte et la structuration des données empiriques et le surgissement ou la validation de l’hypothèse linguistique.
Corpus est une revue en libre accès consultable sur le portail OpenEdition Journals ou en version papier pour les 10 premiers numéros.

## Numéros parus
- 1 / 2002. Corpus et recherches linguistiques (dir. Sylvie Mellet)
- 2 / 2003. La distance intertextuelle (dir. Xuan Luong)
- 3 / 2004. Usage des corpus en phonologie (dir. Tobias Scheer)
- 4 / 2005. Les corpus politiques : objet, méthode et contenu (dir. Damon Mayaffre)
- 5 / 2006. Corpus et stylistique (dir. Véronique Magri-Mourgues)
- 6 / 2007. Interprétation, contextes, codage (dir. Bénédicte Pincemin)
- 7 / 2008. Constitution et exploitation des corpus d'ancien et de moyen français (dir. Céline Guillot, Serge Heiden, Alexei Lavrentiev et Christiane Marchello-Nizia)
- 8 / 2009. Corpus de textes, textes en corpus (dir. Jean-Michel Adam et Jean-Marie Viprey)
- 9 / 2010. La syntaxe de corpus / Corpus Syntax (dir. Michèle Oliviéri)
- 10 / 2011. Varia (dir. Sylvie Mellet)
- 11 / 2012. La cooccurrence, du fait statistique au fait textuel (dir. Damon Mayaffre et Jean-Marie Viprey)
- 12 / 2013. Dialectologie. Corpus, atlas, analyses (dir. Rita Caprini)
- 13 / 2014. Eléments initiaux dans la phrase : approches inter-genres et inter-langues (dir. Sophie Prévost et Shirley Thomas)
- 14 / 2015. Constitution et usage de corpus en linguistique berbère (dir. Sabrina Bendjaballah et Samir Ben Si Saïd)
- 15 / 2016. Corpus de français parlé et français parlé des corpus (dir. Mathieu Avanzi, Marie-José Béguelin et Frederica Diémoz)
- 16 / 2017. Spécificités et contraintes des grands corpus de textes scolaires. Problèmes de transcription, d'annotation et de traitement (dir. Claire Doquet, Jacques David et Serge Fleury)
- 17 / 2017. Segments phraséologiques et séquences textuelles : méthodologie et caractérisation (dir. Marion Bendinelli)
- 18 / 2018. Les petits corpus (dir. Charlotte Danino)
- 19 / 2019. Corpus et pathologies du langage (dir. Christine Da Silva Genest et Caroline Masson)
- 20 / 2020. Corpus complexes.Traitements, standardisation et analyse des corpus de communication médiée par les réseaux (dir. Céline Poudat, Ciara R. Wigham et Loïc Liégeois)
- 21 / 2020. Dispositifs numériques et dévoilement de soi (dir. Nathalie Garric, Gudrun Ledegen et Frédéric Pugnière-Saavedra)
- 22 / 2021. Du recueil à l’outillage des corpus oraux : comment accéder à la variation ? (dir. Céline Dugua et Layal Kanaan-Caillol)
- 23 / 2022. Corpus et données en morphologie (dir. Maria Grossmann, Fabio Montermini, Diana Passino, Diego Pescarini et Florence Villoing)
- 24 / 2023. Les corpus numériques pour la didactique des langues : de la formation des enseignants à l'élaboration de dispositifs d'apprentissage (dir. Simona Ruggia et Thomas Gaillat)
- 25 / 2024. La constitution de corpus en diachronie longue (dir. Julie Sorba, Olivier Kraif, Adam Renwick et Corinne Denoyelle)